# يوشيتو تيراكاوا
يوشيتو تيراكاوا (باليابانية: 寺川 能人) (6 سبتمبر 1974 في هيوغو في اليابان – )؛ هو لاعب كرة قدم ياباني سابق كان يلعب كلاعب وسط.

## وصلات خارجية
- يوشيتو تيراكاوا على موقع رابطة كرة القدم اليابانية للمحترفين (اليابانية)
- يوشيتو تيراكاوا على موقع قاعدة بيانات كرة القدم.إي يو (الإنجليزية)
- يوشيتو تيراكاوا على موقع Soccerway.com (الإنجليزية)
- يوشيتو تيراكاوا على موقع عالم كرة القدم.نت (الإنجليزية)